# 5號國道 (南非)
5號國道（N5）是南非一條幹線公路，全段位於自由邦省。西起溫堡，經過塞內卡爾、伯利恆，東止哈里史密斯。全長213公里。